# ビセンテ・カルデロン
ビセンテ・カルデロン・ペレス＝カバーダ（Vicente Calderón Pérez-Cavada,1913年5月27日 - 1986年3月24日）はスペイン・カンタブリア州トレラベーガ出身の実業家。
アトレティコ・マドリードのスタジアム、エスタディオ・ビセンテ・カルデロンの名として残っている通り、アトレティコの歴史に足跡を残した会長である。
彼の在任中にアトレティコは4度のリーグ制覇、3度のコパ・デル・レイ優勝、1度の世界一を達成している。

## 経歴
アトレティコ・デ・マドリード会長　1964年-1980年，1982年-1986年